# Під будою
Під бу́дою (пол. Pod Budą) — польський вокально-інструментальний музичний колектив, який виконує музику в жанрі співаної поезії.

## Історія
Гурт «Під будою» засновано 1977 року при Краківській аграрній академії імені Гуго Коллонтая Кілька років він діяв під керівництвом Краківського відділу Польської джазової асоціації. Гурт назвали так само, як кабаре, що діяло при цьому самому виші до середини 1970-х років.
Перший склад гурту становили Анджей Сікоровський (вокал, гітара, мандоліна; лідер), Анна Третер (вокал), Харіклія Моціу (вокал), Ян Гнатович (гітара), Анджей Журек (бас-гітара) та Кшиштоф Ґавлік (скрипка, віолончель).
З 1992 року в гурті незмінно співають і грають Анджей Сікоровський, Анна Третер, Анджей Журек i Марек Томчик. 2001 року учасники записали диск Razem («Разом») і взялися до сольних проєктів. Поновили роботу 2003 року, коли до гурту приєдналася Мая Сікоровська — дочка Анджея і Харіклії.
До гурту долучалися й відходили Кшиштоф Ґавлік, Ян Гнатович, Харіклія Моціу, Павел Остафіль, Ян Будзяшек, Гжегож Шнайдер, Мая Сікоровська. Тимчасово співпрацювали Анджей Павлюкевич, Войцех Бобровський, Вацлав Ющишин, Богуслав Метньовський, Єжи Домбровський, Чеслав Двожанський, Яцек Кохан, Анджей Кубацький, Анджей Попель, Адам Пукаляк, Адам Недзелін, Войтек Федкович, Марек Ольма та Домінік Ваня.
Його оригінальний і легко впізнаваний репертуар складається з авторських композицій Анджея Сікоровського (музика та слова) та Яна Гнатовича (музика). У доробку гурту, зокрема, чотири аналогові сингли, чотири аналогові альбоми, а також касети та дванадцять компакт-дисків, враховуючи чотири перевидання. Він записав багато пісень для архіву Польського радіо в Кракові. Його пісні увійшли до десятків дисків, записаних з іншими виконавцями. Гурт зреалізував телевізійні концерти та музичні відео на найпопулярніші пісні: Kraków, Piwna 7, 'W moim znaku Waga («У моєму знаку Терезів»), Piosenka o walizce («Пісенька про валізку») й Ballada o ciotce Matyldzie («Балада про тітку Матильду»). До найпопулярніших пісень «Під будою» належать Bardzo smutna piosenka retro («Дуже сумна пісня ретро»), Nie przenoście nam stolicy do Krakowa («Не переносьте нам столиці до Кракова»), Tokszoł («Ток-шов») та інші — переважно мелодійні й поетичні балади про буденні печалі та радощі.
Понад те, як Анджей Сікоровський (альбом Moje piosenki / «Мої пісні», 1991), так і Анна Третер (альбоми: Na Południе / «На південь», 2004; Może tak, może nie / «Може, так, а може й ні», 2005) записали сольні альбоми. У 2005-му дует Анджей і Майя Сікоровські випустили альбом під назвою Kraków-Saloniki / «Краків — Салоніки».
«Під будою» концертували в Польщі, в багатьох європейських країнах, зокрема в СРСР, НДР і ФРН, у польських осередках у США та Канаді. Виступали на Національному фестивалі польської пісні в Ополі 1979 року (відзнака на плебісциті Studio Gama), 1980-го і 1983-го, а також на Міжнародному фестивалі пісні в Сопоті 1989 року.
Гуртові «Під будою» присвячено 89 серію телевізійної версії «Лексикону польської популярної музики» (режисер Ришард Волянський) та програму Okruchy codzienności czyli Krótka historia grupy Pod Budą («Крихти повсякдення, або Коротка історія гурту „Під будою“»).

## Дискографія
Студійні альбоми
| Grupa Muzyczna «Pod Budą», Kraków / «Музична група „Під будою“, Краків» | - Дата: 1980 - Видавець: Polskie Nagrania       | –  |                                                                              |
| Postscriptum / «Постскриптум»                                           | - Дата: 1983 - Видавець: Wifon                  | –  |                                                                              |
| List do świata / «Лист до світу»                                        | - Дата: 1987 - Видавець: Wifon                  | –  |                                                                              |
| Lecz póki co żyjemy / «Однак поки що живемо»                            | - Дата: 1990 - Видавець: Veriton                | –  | - ОСЩП: сертифікат продажу в мережі торгівлі музичними творами: золота плита |
| Jak kapitalizm to kapitalizm / «Як капіталізм, то капіталізм»           | - Дата: 1993 - Видавець: Pomaton                | –  | - ОСЩП: платинова плита                                                      |
| 17 zim / «17 зим»                                                       | - Дата: 1994 - Видавець: Pomaton EMI            | –  |                                                                              |
| Kolędy / «Колядки»                                                      | - Дата: 1995 - Видавець: Gamma                  | –  |                                                                              |
| Tokszoł / «Ток-шов»                                                     | - Дата: 1995 - Видавець: Pomaton EMI            | –  | - ОСЩП: платинова плита                                                      |
| Żal za… / «Жаль за…»                                                    | - Дата: 1998 - Видавець: Pomaton EMI            | –  | - ОСЩП: золота плита                                                         |
| Razem / «Разом»                                                         | - Дата: 11 czerwca 2001 - Видавець: Pomaton EMI | 34 |                                                                              |
| «–» альбом не занотовано.                                               |                                                 |    |                                                                              |

Концертні альбоми
| Назва                                                 | Дані про альбом                              | Сертифікат              |
| ----------------------------------------------------- | -------------------------------------------- | ----------------------- |
| Blues o starych sąsiadach / «Блюз про старих сусідів» | - Дата: 1992 - Видавець: Pomaton             | - ОСЩП: платинова плита |
| Naftalinowy świat / «Нафталіновий світ»               | - Дата: 27.11.2005 - Видавець: Polskie Radio |                         |

Компіляції
| Złota kolekcja. Kraków, Piwna 7 / «Золота колекція». «Краків, Пивна, 7» | - Дата: 1999 - Видавець: Pomaton EMI | 39 | - ОСЩП: платинова плита |
| Płytoteka Dziennika: Poeci piosenki / «Поети пісні»                     | - Дата: 2007 - Видавець: Pomaton EMI | –  |                         |
| «–» альбом не занотовано.                                               |                                      |    |                         |

## Зовнішні зв'язки
- 45 lat Pod Budą/ Офіційна сторінка групи